# Station Lasek
Station Lasek is een spoorwegstation in de Poolse plaats Lasek.